# Staré Město, Frýdek-Místek
Staré Město là một làng thuộc huyện Frýdek-Místek, vùng Moravskoslezský, Cộng hòa Séc.